# Тавели
Тавели (тат. Тау Иле) — село в Мамадышском районе республики Татарстан, на реке Шия.

## География
Село Тавели расположено в 40 км к северо-западу от Мамадыша. Ближайшие города — Мамадыш, а ближайшие населённые пункты — Ишкеево, Никифорово, Васильево, Нагашево.

## История
Село Тавели было основано в 1680 году. В XVIII — 1-й половине XIX вв. жители относились к категории государственных крестьян, а в 1750-х годах были приписаны к казённым Камским железоделательным заводам. Занимались земледелием, разведением скота, кузнечным, красильным, столярным и токарным промыслами. В начале XX века в селе располагалось волостное правление, функционировали Николаевская церковь, земская школа, врачебный пункт, 3 водяные мельницы, 12 кузниц, 3 маслобойни, 3 красильных заведения, 3 пивные, 1 казённая винная и 8 мелочных лавок, базар по субботам, ярмарки (9 мая, 1 октября, 6 декабря). В этот период земельный надел сельской общины составлял 3362,9 десятин. До 1920 г. село входило в Кабык-Куперскую волость Мамадышского уезда Казанской губернии. С 1920 г. в составе Мамадышского кантона Татарской АССР, с 10 августа 1930 года в Таканышском, а с 1 февраля 1963 года в Мамадышском районах.
На данный момент в селе имеется 98 дворов, средняя школа, дом культуры и библиотека.

## Экономика
Основная отрасль — сельское хозяйство (полеводство, скотоводство). В XIX веке было известно столярными и токарными промыслами.

## Население
| Численность населения |       |       |       |       |      |      |      |      |      |      |      |      |
| 1859                  | 1897  | 1908  | 1920  | 1926  | 1949 | 1958 | 1970 | 1979 | 1989 | 2002 | 2008 | 2010 |
| 1288                  | ↗2025 | ↘1741 | ↗1816 | ↗1818 | ↘791 | ↘679 | ↘389 | ↘379 | ↘331 | ↘304 | ↘264 | ↗286 |

## Климат
| Показатель                    | Янв.  | Фев.  | Март | Апр. | Май  | Июнь | Июль | Авг. | Сен. | Окт. | Нояб. | Дек.  | Год |
| ----------------------------- | ----- | ----- | ---- | ---- | ---- | ---- | ---- | ---- | ---- | ---- | ----- | ----- | --- |
| Средний суточный максимум, °C | −9,9  | −8,3  | −1,6 | 9    | 18,8 | 22,9 | 24,7 | 22,4 | 15,7 | 6,5  | −1,6  | −6,7  | 8   |
| Средняя температура, °C       | −13,3 | −11,9 | −5,3 | 4,9  | 13,4 | 17,6 | 19,7 | 17,3 | 11,4 | 3,5  | −4,1  | −9,8  | 3,6 |
| Средний суточный минимум, °C  | −17,1 | −15,9 | −9,2 | 0,5  | 7,6  | 11,9 | 14,2 | 12   | 6,6  | 0,1  | −7    | −13,3 | −1  |
| Норма осадков, мм             | 38    | 28    | 26   | 38   | 40   | 61   | 75   | 56   | 58   | 56   | 45    | 39    | 560 |

## Родившиеся в селе
- Дмитрий Логгинович Зимин (1867-1937) — учитель, депутат Государственной думы II созыва от Симбирской губернии.
- Кашаф Гильфанович Мухтаров (1896-1937) — председатель Совнаркома Татарской АССР.